# 100元人民币
人民币100元面值最早出现于1949年1月10日，但随着第一套人民币的退市，该面额从人民币的币值等级中消失，直到第四套人民币发行。
其中由于第一套人民币与第二套人民币是以1:10000的比率进行的兑换，即第二套人民币1元等于第一套人民币10,000元（第一套人民币最高面值是50,000元），故第一套人民币中100元的币值与目前流通的100元人民币币值不等。

## 发行历史
100元人民币一共出现过15种版别，其中第一套人民币10种、第四套人民币2种、第五套3种。

### 第一套人民币
第一套人民币100元券共发行有10个版本。
- 第一种发行于1949年1月10日，正面为耕地、工厂图，浅蓝底，红黑色调；背面图案为花符，浅褚色调。
- 第二种发行于1949年2月5日，正面为火车站、公路图，浅蓝底，紫色调；背面图案为花符，黄色调。
- 第三种发行于1949年2月5日，正面为万寿山图，浅绿色调；背面图案为火车，灰绿调。
- 第四种发行于1949年3月20日，正面为工厂图，红色调；背面图案为花符，棕色调。
- 第五种发行于1949年3月25日，正面为北海桥图，浅蓝底、紫黑色调；背面图案为花符，浅蓝底紫调。
- 第六种发行于1949年7月，正面为北海桥图，黄、黑、紫、灰、蓝色调；背面图案为花符，灰蓝、紫色调。
- 第七种发行于1949年8月，正面为轮船桥图，红色调；背面图案为大花座，红调。
- 第八种发行于1949年11月5日，正面为驴队运输图，深黄底、栗茶、黑色调；背面图案为花符，蓝绿色调。
- 第九种发行于1949年3月20日，正面为万寿山图，绿色调；背面图案为火车，浅绿调。
- 第十种发行于1950年1月20日，正面为帆船图，褚石色调；背面图案为花符，墨绿色调。

由于第一套人民币100元券发行时尚处于第二次国共内战时期，中华人民共和国并未正式成立，故钞票上仍旧同时采用公历纪年与民国纪年。
全部版本的100元券均在1955年5月10日停止流通。

### 第四套人民币
第四套人民币100元券最初发行于1988年5月10日，正面图景为毛泽东、周恩来、刘少奇、朱德四位新中国第一代领导人的浮雕头像，背面图景为井冈山主峰，钞票整体为蓝黑色，钞纸为毛泽东侧面浮雕像固定水印，年号为1980年。
1992年8月20日中国人民银行发行了防伪升级版的1990版100元券。新版本的钞票设计与旧版本相同，在防伪上增加了全埋式安全线与无色荧光油墨。这是人民币上第一次出现这两种防伪技术。
2018年3月22日，中国人民银行发布公告，第四套100元人民币从2018年5月1日起停止流通。

### 第五套人民币
第五套人民币的100元券发行于1999年10月1日。正面图景为毛泽东头像，背面为人民大会堂，钞票整体颜色为红色。钞票采用双面凹印，年号为1999年，钞纸带有毛泽东头像固定水印。
2005年8月31日中国人民银行发行了2005年版第五套人民币的5元至100元券。新发行的100元券，图案与颜色与1999年版基本相同，少数地方的设计进行了细微调整。纸币增加了凹印手感线等新的防伪技术。
100元券的冠号排列方式分为两种。最初为两字母加八位数字的AA00000000形式，在2010年由于原有冠号排列方式的纸币发行完毕，故开始发行带有“字母+数字+字母+7位数字”即A0A0000000形式的2005版纸币。目前，两种编号形式的纸币都在流通。
2015年8月10日，中国人民银行宣布将在2015年11月12日起发行2015年版第五套人民币的100元纸币，原有的其他面额纸币不进行更新。2015年版第五套人民币100元纸币在保持2005年版人民币的大多数样式不变的情况下，对部分图案等做出了调整，也提升了整体的防伪能力。新版人民币的开窗金属线变粗且放在了票面的靠右侧，随视线与票面的角度可以变换不同的颜色。原来置于票面左下角的由光变油墨印制的“100”字样被取消，票面中央的“100”元字样带有光变效果，与金属线一样会随着视线与票面的角度变换颜色。原先位于票面偏左侧的阴阳互补图案被移到了左下角，透过光源可以看到正面和背面的图案相互互补成“100”字样。相比2005版100元钞票，新版增加了一处冠字号，位于钞票的右侧。
- 正面右侧：取消了票面右侧的凹印手感线；取消了票面右上角的隐形面额数字；增加了光变镂空开窗安全线；增加了竖号码；右上角面额数字“100”由横排改为竖排，并对数字样式做了调整
- 正面中央：增加了光彩光变数字；团花图案中心花卉色彩由桔红色调整为紫色，取消花卉外淡蓝色花环，并对团花图案、接线形式做了调整
- 正面左侧：取消了票面左下角的光变油墨面额数字；胶印对印图案由古钱币图案改为面额数字"100"，并由票面左侧中间位置调整至左下角；取消左侧横号码字符由中间向左右两边逐渐变小的样式
- 背面：取消了右侧的全息磁性开窗安全线；取消了右下角的防复印标记；减少了票面左右两侧边部胶印图纹，适当留白；胶印对印图案由古钱币图案改为面额数字"100"，并由票面右侧中间位置调整至右下角；面额数字"100"上半部颜色由深紫色调整为浅紫色，下半部由大红色调整为桔红色，并对线纹结构进行了调整；票面局部装饰图案色彩由蓝、红相间调整为紫、红相间；左上角、右上角面额数字样式均做调整；年号调整为"2015年"